# Детликон
Детликон (на немски: Dättlikon) е град в Северна Швейцария, окръг Винтертур на кантон Цюрих. Разположен е на 386 m надморска височина. Населението му е около 781 души (2016).